# 제임스 하틀

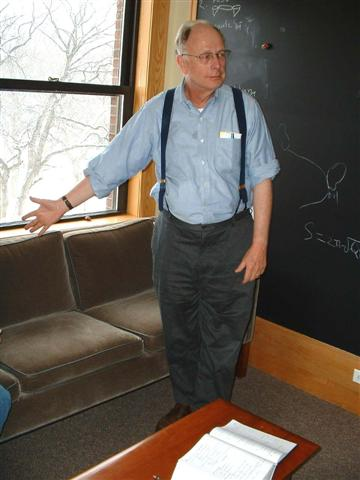

제임스 B. 하틀(James Burkett Hartle, 1939년 8월 20일 ~ )은 미국의 물리학자이다. 영국 케임브리지의 물리학자 스티븐 호킹과 함께 1983년 하틀-호킹 상태을 개발한 걸로 유명하다.
미국 캘리포니아주 샌터바버라 소재 캘리포니아대학 물리학과 교수로 1966년부터 일한 바 있다. 지금은 샌터페이 연구소 외부 학자이다.